# Temple of the Rosy Cross
Temple of the Rosy Cross var ett ordenssällskap som grundades i London, Storbritannien, den 7 juli 1912 av Annie Besant, Marie Russak och James I. Wedgwood. Det var verksamt fram till 1915, och var knutet till Teosofiska Samfundet Adyar. Dess centrum låg i Krotona i Old Hollywood.
Ordens syften var att studera forntida mysterier, rosenkreuzeri, kabbala, astrologi, frimureri, symbolik, kristna ceremonier och västerlandets ockulta tradition. Stiftarna ansåg att genom studiet av forntida mysterier och att utöva en del av dess ceremonier, kunde man få världen att bättre förstå forntidens esoteriska undervisning. Därmed skulle mänskligheten förberedas att mottaga ny undervisning genom ”Världslärarens (vilken de ansåg Jiddu Krishnamurti var) andra ankomst”. Orden var inte organisatoriskt knuten till Teosofiska Samfundet (Adyar), men medlemskap krävdes i detta samfund (samt inledningsvis även i dess Esoteriska Sektion) för medlemskap i orden. Inom orden använde sig Besant av ordensnamnet Herakles, Russak Helios och Wedgwood Lomia. Annie Besant bar titeln ”Outer Head”, för att anspela på att hon endast var en yttre representant för ordens verkliga överhuvud, vilket angavs vara mästaren Rakoczi (ett namn Besant felaktig uppfattat som ett annat namn på Saint-Germain).
Orden sammanträdde endast en gång per kvartal. 1914 beslöt Besant att stänga orden, då den ansågs bristfällig (egentlig orsak var påtryckningar från C.W. Leadbeater, som såg sig förbigången genom att han inte hade erhållit ett högt ämbete i orden), och året efter upphörde verksamheten. Hon gav då C. Jinarajadasa i uppdrag att skriva en ritual för publikt syfte utan att imitera frimureriet, för att ersätta T.R.C. Denna ritual var färdig 1916, och kallades ”The Ritual of the Mystic Star”. Denna utfördes ända fram till 1987 i det nya Krotona i Ojai, strax norr om Los Angeles dit centret flyttade 1926.
Dess högsta ledning utöver A. Besant, Marie Russak och J.I. Wedgwood, utgjordes av G.S. Arundale, pontiff, C. Jinarajadasa, preceptor, Maude S. Sharpe, prelat och Edgar Davies, sekreterare samt Lady Emily Lutyens och Miss Bright. De var formellt utnämnda av Jiddu Krishnamurti.